# Brendan Rhim
Brendan Rhim, né le 19 décembre 1995, est un coureur cycliste américain.

## Palmarès sur route

### Par année
- 2013
  - Classement général du Tour de l'Abitibi
- 2014
  - New Britain Criterium
  - Tour of the Hilltowns
  - Tokeneke Classic Road Race
- 2015
  - 4e étape de la Redlands Bicycle Classic
  - Ken Harrod Road Race
- 2017
  - 3e du championnat des États-Unis sur route espoirs
  - 3e de la Carolina Cup
- 2018
  - 4e étape du Tour of Southern Highlands
  - 3e étape de la Joe Martin Stage Race (contre-la-montre)
  - 4e étape de la Redlands Bicycle Classic
  - 2e étape du Tour de White Rock
  - 2e du Sunny King Criterium
  - 2e de la Joe Martin Stage Race
- 2019
  - 3e étape du Tour of Southern Highlands
  - 3e étape de l'Oklahoma City Classic
  - Classement général du Tour de Beauce
  - Green Mountain Stage Race :
    - Classement général
    - 3e étape

  - 3e du Tour of Southern Highlands
- 2022
  - Louisville Criterium
  - 2e étape de la Killington Stage Race
  - Clarendon Cup
  - 3e de la Killington Stage Race
- 2023
  - Peachtree Corners Criterium
- 2024
  - Tucson Bicycle Classic : 
    - Classement général
    - 1re (contre-la-montre) et 3e étapes

  - 5e étape de la Redlands Bicycle Classic
  - Clarendon Cup
  - 4e étape du Tour de Beauce
  - 1re étape du Kreiz Breizh Elites

### Classements mondiaux
| Année                                 | 2014 | 2015 | 2016 | 2017  | 2018 | 2019 | 2020 | 2021  | 2022  | 2023 | 2024  |
| ------------------------------------- | ---- | ---- | ---- | ----- | ---- | ---- | ---- | ----- | ----- | ---- | ----- |
| Classement mondial                    |      |      | nc   | 2656e | 887e | 756e | nc   | 2068e | 1569e | nc   | 1945e |
| UCI Europe Tour                       | nc   | nc   | nc   | nc    | 862e |      |      |       |       |      |       |
| UCI America Tour                      | 260e | nc   | nc   | 427e  | 126e | 87e  | nc   | 343e  | 230e  | nc   | nc    |
|                                       |      |      |      |       |      |      |      |       |       |      |       |
| Légende : nc = non classéSource : UCI |      |      |      |       |      |      |      |       |       |      |       |

## Palmarès sur piste

### Jeux panaméricains
- Santiago 2023
  -  Médaillé de bronze de la poursuite par équipes

### Championnats panaméricains
- Asuncion 2025
  -  Médaillé d'or de l'élimination
  -  Médaillé d'or de la poursuite par équipes (avec Peter Moore, Anders Johnson, David Domonoske et Sean Christian)
  -  Médaillé d'or de l'américaine (avec Peter Moore)
  -  Médaillé d'argent de la course scratch

### Championnats des États-Unis
- 2022
  -  Champion des États-Unis de poursuite par équipes
- 2023
  -  Champion des États-Unis de poursuite par équipes